# Arachnura higginsi
Arachnura higginsi är en spindelart som först beskrevs av Ludwig Carl Christian Koch 1872.  Arachnura higginsi ingår i släktet Arachnura och familjen hjulspindlar. Inga underarter finns listade i Catalogue of Life.

## Bildgalleri

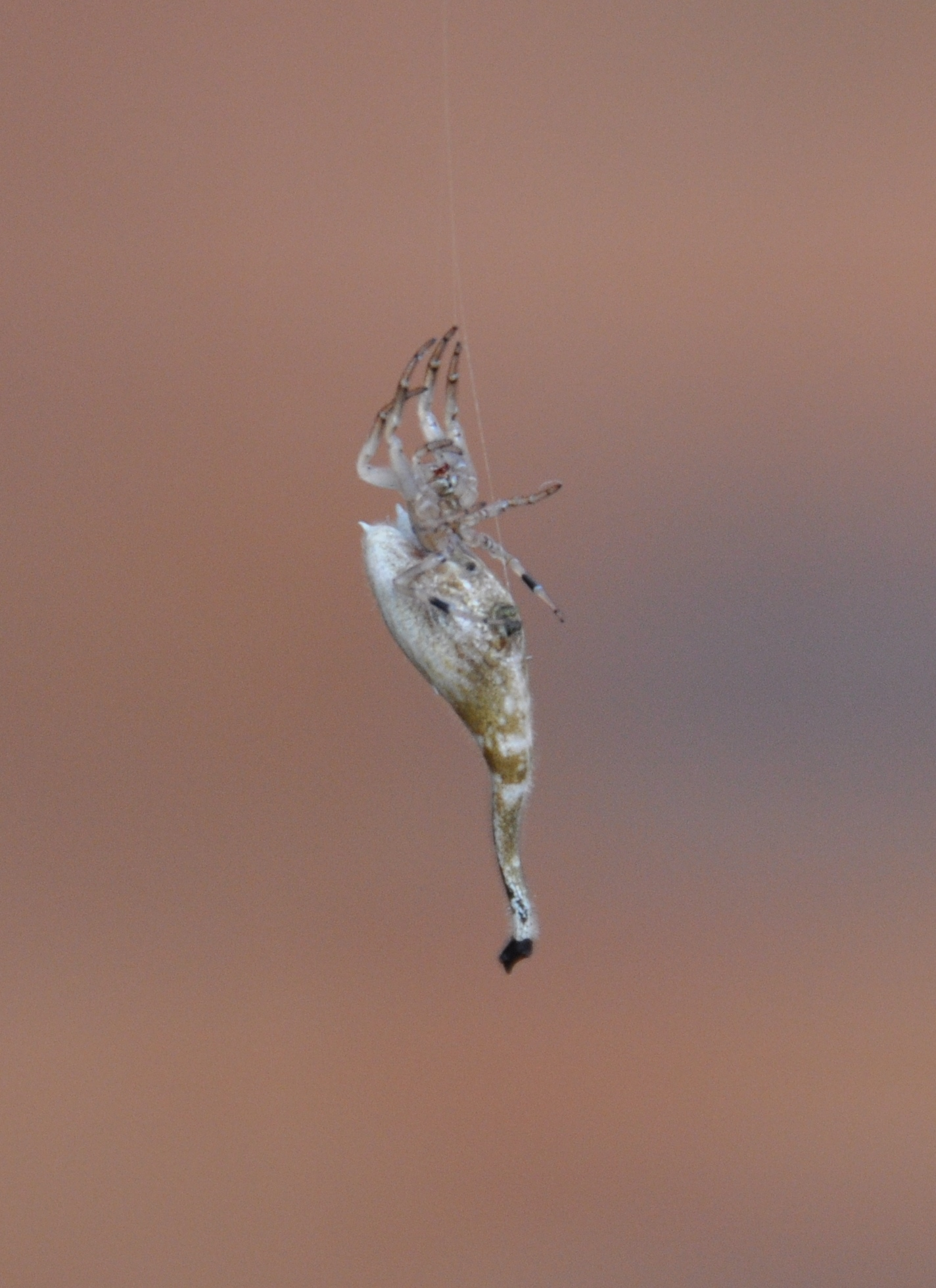
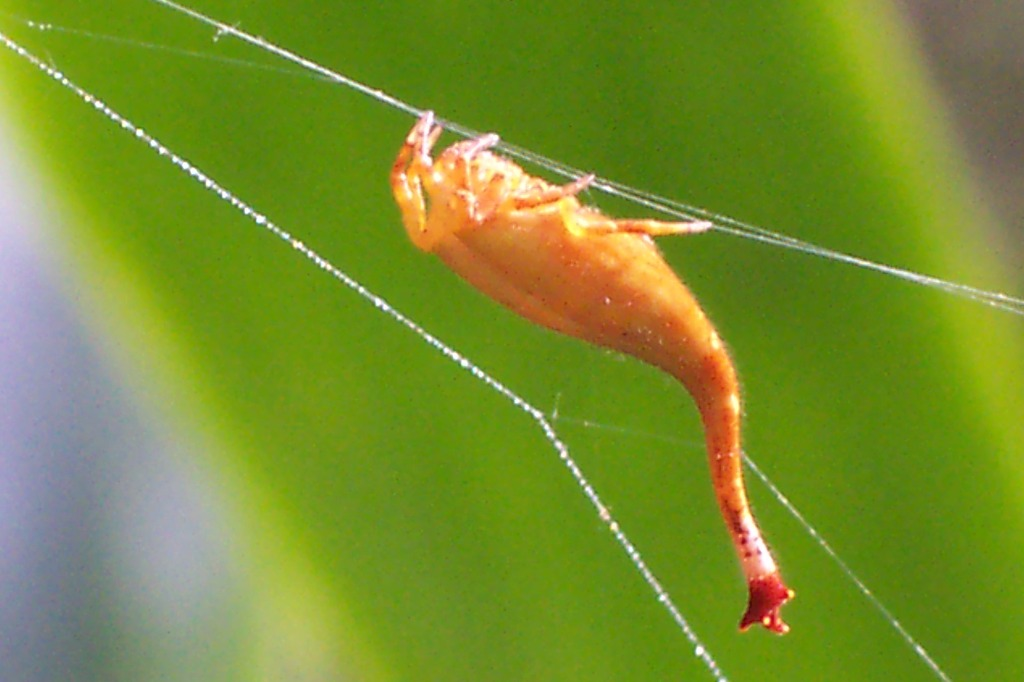
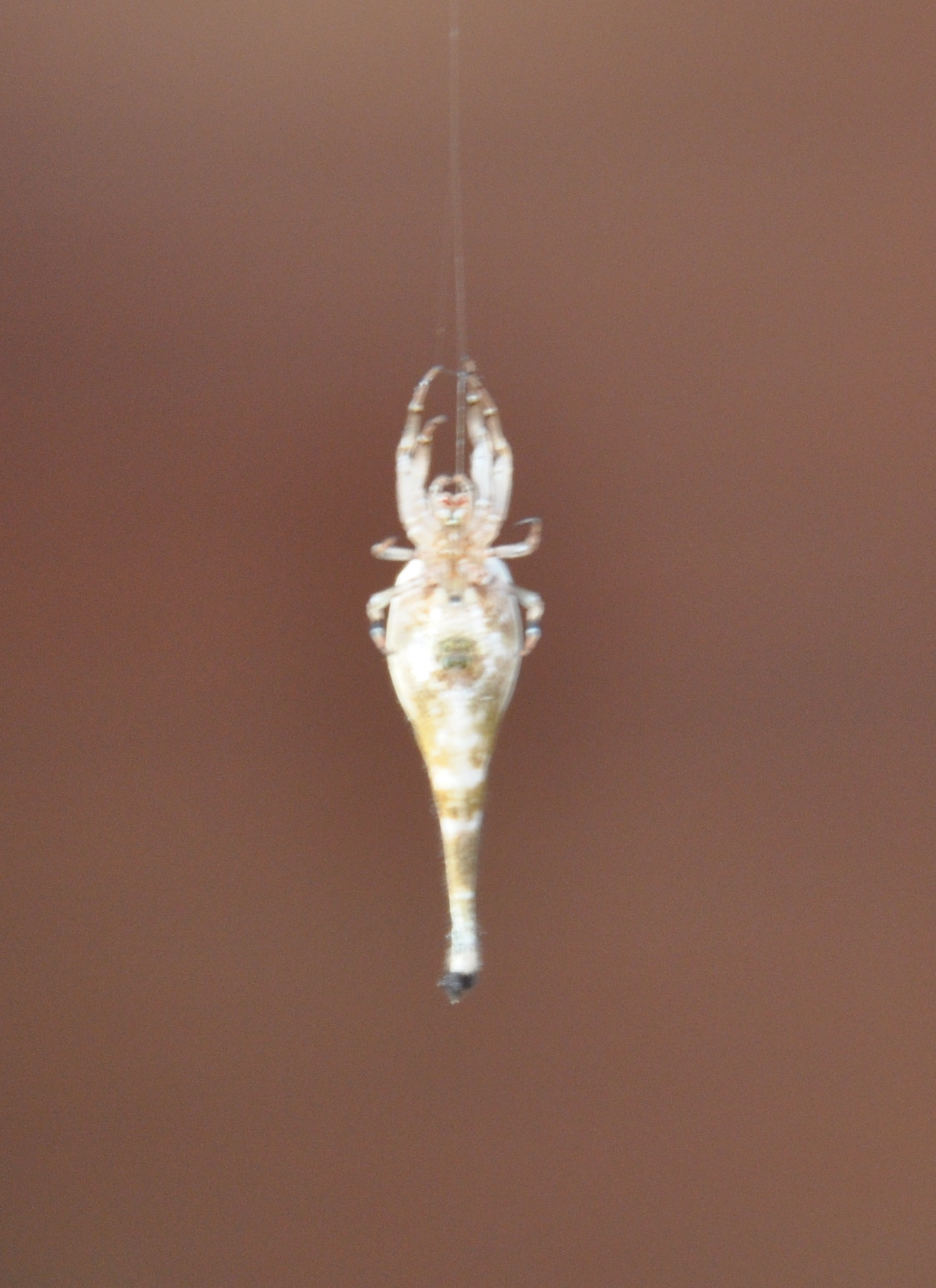
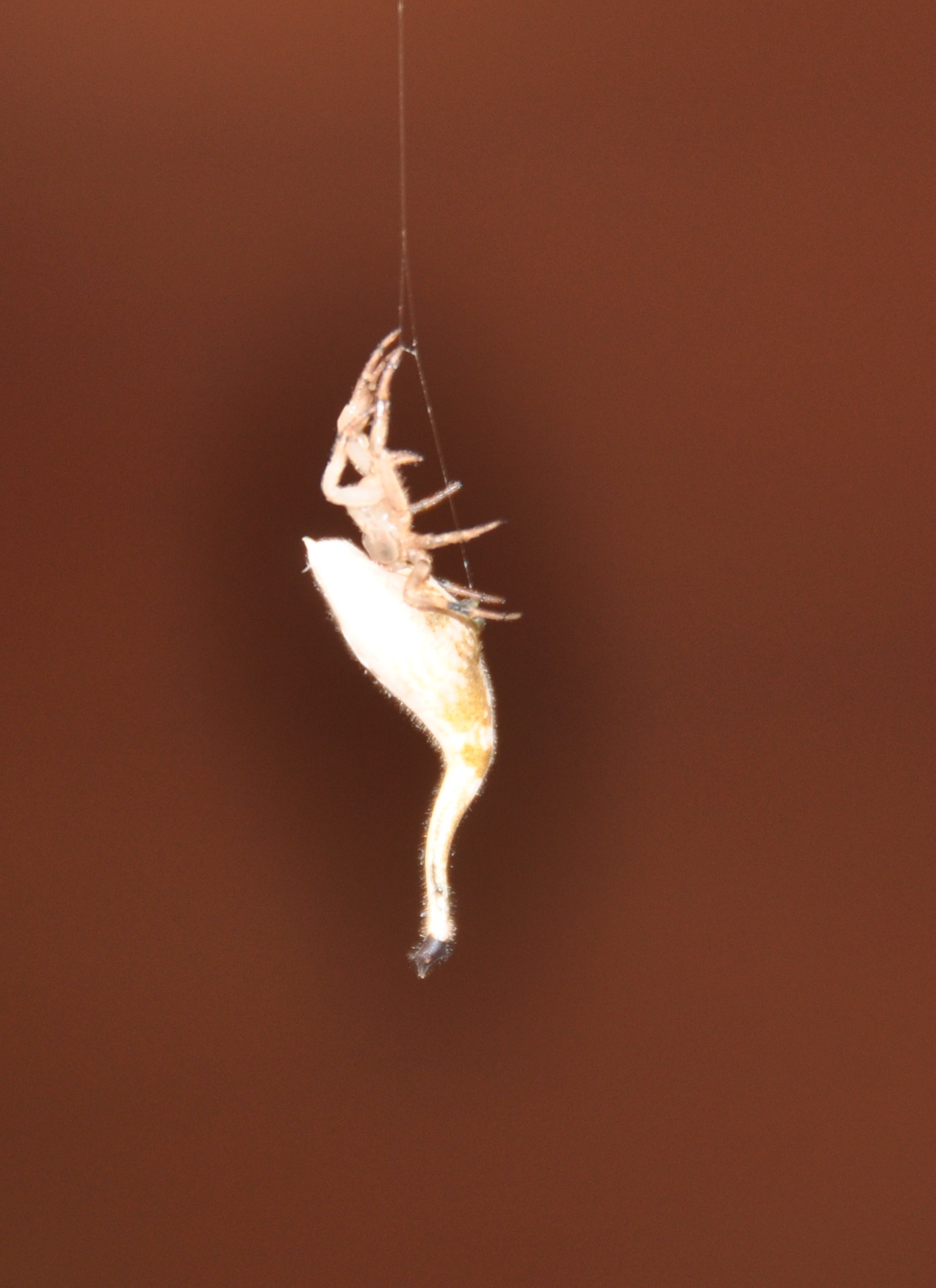